# 星光同學會 超級星光大道10強紀念合輯
《星光同學會 超級星光大道10強紀念合輯》由臺灣歌壇星光幫成員，《超級星光大道》首季最後十強，楊宗緯、林宥嘉、盧學叡、周定緯、許仁杰、潘裕文、劉明峰、安伯政、李宣榕與謝震廷，由華研國際音樂製作，共同錄製的第一張紀念合輯。
此張合輯在2007年6月15日展開預購，6月29日正式發行。合輯中他們除了演唱在《超級星光大道》比賽中表現突出的歌曲外，還合唱一首紀念歌曲〈因為我相信〉。
發片首周G-music 排行榜以 66.22% 的銷售比創下歷史新紀錄，大贏前輩 S.H.E、周杰倫和蔡依林。五大唱片排行榜也是以 48.18% 奪冠。臺灣共賣出18萬張，成為當年台灣的唱片銷售亞軍。來電答鈴在3個月內被下載50萬次，是市場佔有率的6成。2007年10月23日在中國銷售，由百代唱片代理發行。

## 實體包裝
- 10強紀念合輯音樂CD（2片裝）
- 「星光十強成長精華紀錄BONUS DVD」45分鐘
- 星光幫簽名卡
- 星光幫大型海報（預購版）

## 合輯曲目
| 曲序 | 曲名             | 作詞                           | 作曲                                      | 備註                             |
| ---- | ---------------- | ------------------------------ | ----------------------------------------- | -------------------------------- |
| 1    | 〈因為我相信〉   | 陳信延                         | Sean Hosein、Dane Deviller、Pamela Sheyne | 首波主打 星光一班十強大合唱 新歌 |
| 2    | 〈人質〉         | 冷玩妹                         | 黃韻仁                                    | 楊宗緯 原唱：張惠妹 翻唱         |
| 3    | 〈我愛的人〉     | 施人誠                         | 周杰倫                                    | 林宥嘉 原唱：陳小春 翻唱         |
| 4    | 〈離開我〉       | 袁惟仁                         | 袁惟仁                                    | 盧學叡 原唱：陶晶瑩 翻唱         |
| 5    | 〈愛是懷疑〉     | 陳奐仁                         | 陳奐仁                                    | 周定緯 原唱：陳奕迅 翻唱         |
| 6    | 〈安全感〉       | 王力宏、何啟弘                 | 王力宏                                    | 潘裕文 原唱：王力宏 翻唱         |
| 7    | 〈無盡的愛〉     | 劉明峰                         | 劉明峰                                    | 劉明峰 劉明峰個人創作曲 新歌     |
| 8    | 〈背叛〉         | 阿丹、鄔裕康                   | 曹格                                      | 楊宗緯 原唱：曹格 翻唱           |
| 9    | 〈Forever Love〉 | 王力宏、十方 、何啟宏 、于景雯 | 王力宏                                    | 原唱：王力宏 翻唱                |
| 10   | 〈記得〉         | 易家揚                         | 林俊傑                                    | 李宣榕 原唱：張惠妹 翻唱         |
| 11   | 〈腳踏車〉       | 劉清輝                         | 劉清輝                                    | 安伯政 原唱：王識賢 翻唱         |
| 12   | 〈我們小時候〉   | Tank                           | Tank                                      | 謝震廷 原唱：Tank 翻唱           |

## 相關連結
- 愛星光精選-昨天今天明天
- 2007年音樂

## 外部連結
- 華研唱片合輯介紹 （页面存档备份，存于）